# Islas Selayar
Las islas Selayar o Saleyer (indonesio: Kabupaten Selayar, neerlandés: Saleijer), son un archipiélago de la provincia de Sulawesi del Sur, Indonesia. Se encuentra en el mar de Flores, entre Sulawesi y Flores, a unos 150 km al sureste de la gran ciudad de Makassar. Kabupaten Selayar es la regencia, con una superficie de 1.357 km² y una población de unos 138.000 habitantes (2021). Cuenta con 73 islas, la principal de las cuales es la isla Selayar. Al este se encuentran Pulau (isla) Kalaotoa y Pulau Karompa Lompo (en la provincia de Sulawesi Tenggara), y al oeste Kepulauan Sabalana (las islas Sabalana). Es un lugar de buceo con gran biodiversidad.

## Islas
- Isla Selayar
- Pulau Pulasi
- Pulau Tambalongang
- Pulau Tanah Jampea
- Pulau Batu
- Pulau Kayuadi
- Pulau Panjang
- Islas Macan[4] Las islas incluyen Latondu, Rajuni, Timabo, Pasi Tallu y Taka Lamungan.
- Pulau Kalao
- Pulau Bonerate
- Bahuluang

El estrecho de Selayar (Selat Selayar) tiene más de 100 brazas de profundidad y, con una fuerte corriente, es peligroso para la navegación de los barcos nativos. Los estratos de la isla de Selayar son todos rocas sedimentarias: caliza coralina, ocasionalmente arenisca; en todas partes, excepto en el norte y noroeste, cubiertas por un suelo fértil. La cuenca hidrográfica es una cadena que recorre toda la isla de N. a S., alcanzando en Bontona Haru los 1780 m y desciende abruptamente hacia la costa este. 

## Población
La población, principalmente una mezcla de makasares, bugis y nativos de Luvu y Buton, se estimaba a mediados de 2021 en 89.147 habitantes en la isla principal y 48.827 en las islas situadas al sureste de ésta. Hablan la lengua de Makassar y, en su mayoría, son nominalmente musulmanes (aunque perviven muchas costumbres no musulmanas) y se mantienen de la agricultura, la pesca, la navegación, el comercio, la preparación de la sal (en la costa sur) y el tejido. Se exporta algodón crudo y preparado, tabaco, trepang, caparazón de tortuga, cocos y aceite de coco, y sal. Hay frecuentes desplazamientos entre la zona y otras partes de Sulawesi, así como a otras partes de Indonesia. Por ello, y también por sus excelentes caballos y numerosos búfalos de agua, las islas Saleyar se comparan a menudo con Madura, siendo de la misma importancia para Sulawesi que Madura para Java.